# Рассоховатка (Кировоградская область)
Рассохова́тка (укр. Розсохуватка) — село в Злынской сельской общине Новоукраинского района Кировоградской области Украины.
До 2020 года входило в Маловисковский район
Население по переписи 2001 года составляло 610 человек. Почтовый индекс — 26231. Телефонный код — 5258. Код КОАТУУ — 3523185701.